# 伊集加代
伊集 加代（いしゅう かよ、1937年5月20日 - ）は、日本の歌手、セッションシンガー。旧芸名、伊集 加代子（いしゅう かよこ）。東京都出身。

## 略歴
東邦音楽短期大学声楽科でクラシックを学び、卒業後ジャズボーカリスト水島早苗に師事。フォー・シンガーズ、シンガーズ・スリーなどグループコーラスの活動と並行して、スタジオコーラス・CMソングなど数千作品に参加。「スキャットの女王」と呼び親しまれ、1960年代後半から1980年代にかけて活躍した代表的な女声スタジオコーラスシンガーの一人。

## 参加ユニット
- フォー・シンガーズ
結成当初は岡崎広志、大久保計利、西城慶子、団洋子の4人から成る男女混声コーラス・グループ。その後、西城の病気療養による一時活動休止により女性1名が欠員となり、オーディションで選出された伊集が西城に代わりメンバーとなった。1965年 - 1967年活動。1977年にアルバム「ウェルカム・バック!」をリリースしたが、この時のレコーディングメンバーは岡崎、大久保、伊集の3人と、後にシンガーズ・スリーのメンバーとなった尾形道子の4人。
- シンガーズ・スリー
1967年のフォー・シンガーズ解散後、そのメンバーだった団洋子、伊集と、尾形道子によって結成された女性コーラス・グループ。その後、団洋子の結婚・渡米により、メンバーは伊集、尾形の2人プラス1人という形で活動を継続。
- 男と女
- 伊集加代子グループ
- ネコーズ
山田洋子、伊集、菅井美和によるコーラスグループ。1998年結成。

## 主な活動
参加作品は多数・多岐に亙り、クレジットなしで参加していることも多い。以下にその代表的なものを以下に挙げる。なお、シンガーズ・スリー名義の活動も一部含む。

### コーラスワーク
- クリフ・リチャード - 1967年10月17、18日に渋谷公会堂で結成間もないシンガーズ・スリーで初来日のクリフ・リチャードのバック・コーラスを務める。その当時の音源が2007年デジタルリマスターされた「クリフ・イン・ジャパン」として残っている。
- 大瀧詠一 - 1972年、ロックで女性のバックコーラスが珍しかった当時からシンガーズ・スリーをコーラスに起用。
- かまやつひろし - 「お先にどうぞ」 - 大瀧詠一、山下達郎、吉田美奈子と共にコーラス参加。
- 大野雄二 - 「SPACE KID」
- 山下達郎 - 「IT'S A POPPIN' TIME」 - 1978年3月8日・9日に六本木ピットインで行なわれたライブのアルバム。コーラスで参加。
- 吉田美奈子 - 「夢で逢えたら」 - 山下達郎、大貫妙子、矢野顕子と共にコーラス参加。
- 八代亜紀 - 「愛の終着駅」他アルバム
- 岩崎宏美 - 「ロマンス」 「センチメンタル」 「二十才前」　「真珠のピリオド」他アルバム
- 松田聖子 - 1stアルバム「SQUALL」 - 「ロックンロール・デイドリーム」、「潮騒」に参加。他には4thアルバム「風立ちぬ」。
- 岩崎良美 - 「タッチ」
- 弘田三枝子 - 「可愛い噓」：1969年9月15日発売（シンガーズ・スリーとして参加）「Then Came You」オリジナルアルバム：1975年2月25日発売。（シンガーズ・スリーとして参加）
- ピチカート・ファイヴ - 2ndアルバム「Bellissima!」にコーラス参加。
- T-SQUARE - THE SQUARE時代の1979年のアルバム『Make Me A Star』にコーラス参加。
- 大友良英 - アルバム『山下毅雄を斬る』『LIVE Vol.1 "series circuit"』に参加。
- 松任谷由実 - アルバム『昨晩お会いしましょう』。
- 甲斐バンド - 1984年リリースのシングル『フェアリー（完全犯罪）』のイントロ女性コーラスを担当。
- ピンク・レディー - 多くの楽曲でコーラス参加。
- 沢田研二 - 「6番目のユ・ウ・ウ・ツ」の前奏・間奏・後奏のボイス「I don't need your love at all」
- タケカワユキヒデ 「ハピネス」1979年版

### アニメソング
- 「アタックNo.1」(1969年) - ED主題歌「バン・ボ・ボン」 ※伊集加代子名義
- 「魔法使いチャッピー」(1972年) - OP主題歌 ※シンガーズ・スリー名義
- 「アルプスの少女ハイジ」(1974年) - OP主題歌「おしえて」 ※伊集加代子&ネリー・シュワルツ名義
- 「ルパン三世」シリーズ
第1期(1971年) - ボーカル入りのBGMで女性ボーカルを全面的に担当
第2期(1977-80年) - テーマ曲「ルパン三世のテーマ」コーラス
- 「銀河鉄道999」
  - TVシリーズ（1978年-1981年）
  - 映画第1作（1979年）
- 「宇宙戦艦ヤマト」
  - ヤマトよ永遠に音楽集Part2（1980年）
- 「デジモンフロンティア」（2002年） - 「オファニモンのテーマ」

### 童謡
- 「しんかんせんビュン!」「うちのインコ」。作詞：細の直紀、作曲：菊池俊輔
NTV系こども番組「おはよう!こどもショー」挿入歌

### CMソング
- ネスカフェ・ゴールドブレンド 「めざめ」 - 俗に「ダバダ〜」と呼ばれるスキャットで有名。
- 日立グループ 「日立の樹」 - コーラス参加。
- 日産自動車
  - 初代日産・ローレル2000GX HT 1970年後期型 「光の中に」
  - 社歌
- 東芝 大清快（エアコン）
- 旭化成「旭化成のやってることは」 - 1970年ごろ。ハニー・ナイツとともにシンガーズ・スリーで参加。
- JCB「In the Beat of a Heart」 - 1990年のイメージソング。作詞ジェフ・マニング、作・編曲八木正生。C/W曲「Anima」、映画『飛ぶ夢をしばらく見ない』（1990年）テーマソング、作詞・なかにし礼、作曲・津島利章、編曲・西崎進（以上2曲シングルCDとしてビクター音楽産業：VIDL-22）

### TV番組
- 「野生の王国｣オープニングテーマ
- 「水もれ甲介」オープニングテーマ
- 「11PM」のテーマ - 俗に「シャバダバシャバダバ」と呼ばれるスキャットで有名。
- 「55号決定版!」のテーマ「Let's・55号（レッツ・ゴーゴーゴー）」 - コント55号のシングル「まるっきりでたらめにほんの少しインテリに」のB面に収録。
- 「クイズタイムショック」（1967年-1986年）のテーマ - 作曲は山下毅雄。
- 「霊感ヤマカン第六感」（1974年-1984年）のテーマ- 中盤に流れる口笛は、作曲した山下毅雄本人のものである。
- 「大岡越前」のテーマ - 作曲は山下毅雄。

### 歌を伴う吹き替え
- ロビン・フッド（歌/1975年）
- オリビアちゃんの大冒険（ミス・キティ・マウス/1989年）
- ポカホンタスII/イングランドへの旅立ち（ジェンキンス/1999年）
- サウンド・オブ・ミュージック 製作40周年記念版（修道院長/2006年）
- きつねと猟犬2 トッドとコッパーの大冒険（グラニー・ローズ/2007年）
- サウンド・オブ・ミュージック 製作50周年記念版（修道院長/2015年）[1]

### DVD
- "LUPIN! LUPIN!! LUPIN!!!"Yuji Ohno&Lupintic Sixteen - コーラス担当。

### その他
- 「山形かえるこ」の名義で、シングル「あらエッチ!!」（B面「おひまなら来てね」）をリリース。
- 「山形かゑるこ」の名義で大瀧詠一のナイアガラ・レーベル「LET'S ONDO AGAIN」に「アンアン小唄」を収録。
- マイナー・チューニング・バンドの演奏によるシングル「ソウル これっきりですか（歌謡ヒット・イン・ディスコ'76）」で、ボーカルを担当。オリコンチャート最高位2位のヒットとなった。
- 東京ディズニーランド
  - テーマソング「Tokyo Disneyland Is Your Land」（タイム・ファイブと共にコーラス参加）
  - ミュージカルショー「ワンマンズ・ドリーム」（タイム・ファイブと共にコーラス参加）
  - 「ミッキーマウス・レビュー」（1983～2009年）
  - ほか多数

### 映画
- トーキング・ヘッド（1992年）
- ガメラ3 邪神覚醒（1999年、東宝）

## エピソード
- 2006年2月、フジテレビ系「永久保存版!みんなで歌おうアニメソングカウントダウン2006」出演。自らを「スタジオコーラスの化石」と表現するも「タッチ」のコーラスを披露。
- 2007年6月、フジテレビ系「タモリのジャポニカロゴス」出演。ルパン三世のテーマのオープニングフレーズの歌い間違いや、「おしえて」、「タッチ」のコーラスを披露。
- 2009年9月、日本テレビ系「ダウンタウンのガキの使いやあらへんで!!」に出演し、アルプスの少女ハイジ主題歌を披露。
- 2012年10月、TOKYOFM系「NISSAN あ、安部礼司〜BEYOND THE AVERAGE」に「スキャットおばさん」役で出演し、「おしえて」などを歌唱。
- 2018年11月14日、TBSラジオ「伊集院光とらじおと」ゲスト出演[2]。